# Michael Laudrup
Michael Laudrup (n. 15 iunie 1964) este un fost jucător danez de fotbal. Cei mai buni ani din carieră i-a petrecut la FC Barcelona cu care a câștigat patru titluri la rând, după care s-a transferat la rivala Real Madrid, echipă alături de care a câștigat cel de-al cincilea titlu. A înscris 37 de goluri pentru Danemarca și a fost selecționat de 104 ori, fiind întrecut numai de Peter Schmeichel (129 de jocuri) și Thomas Helveg (108 jocuri). A fost căpitanul naționalei în 28 de meciuri.